# Biserica Neguțători din Buzău
Biserica Neguțători din Buzău este un ansamblu de monumente istorice aflat pe teritoriul municipiului Buzău. În Repertoriul Arheologic Național, monumentul apare cu codul 44827.15.
Ansamblul este format din următoarele monumente:
- Biserica „Nașterea Maicii Domnului”- Neguțători (cod LMI BZ-II-m-A-02321.01)
- Turn clopotniță (cod LMI BZ-II-m-A-02321.02)